# Ng Kwai Shan
Ng Kwai Shan (kinesiska: 五桂山) är en kulle i Hongkong (Kina). Den ligger i den centrala delen av Hongkong. Toppen på Ng Kwai Shan är 199 meter över havet.
Terrängen runt Ng Kwai Shan är huvudsakligen kuperad, men västerut är den platt. Havet är nära Ng Kwai Shan åt nordost.  Centrala Hongkong ligger 9,4 km väster om Ng Kwai Shan. I omgivningarna runt Ng Kwai Shan växer i huvudsak städsegrön lövskog.